# Xylotrechus liciatulus
Xylotrechus liciatulus là một loài bọ cánh cứng trong họ Cerambycidae.